# Pachycnemia benesignata
Pachycnemia benesignata is een vlinder uit de familie spanners (Geometridae). De wetenschappelijke naam is voor het eerst geldig gepubliceerd in 1861 door Bellier.
De soort komt voor in Europa.